# Diklordifenyltrikloretan
Diklordifenyltrikloretan (DDT) är ett insektsgift som introducerades 1942. DDT används i tropiska områden som har problem med insektsburen malaria och tyfus. Det sprejas då främst inomhus, för att undvika spridning i naturen; medlet är lågt toxiskt för människor. Tidigare användes DDT i stor skala på åkrar, men sådan användning är i de flesta länder förbjuden sedan 1970-talet.
Ämnet DDT har det fullständiga kemiska namnet 1,1,1-triklor-2,2-bis (4-klorbensen)etan. Halveringstiden för DDT beräknas till 15 år i jord, 350 dagar i ytvatten och 31 år i grundvatten.

## Upptäckten
DDT:s potential som insektgift utreddes av schweizaren Paul H. Müller, som belönades med Nobelpriset i medicin 1948 för sina upptäckter. Det var från början allmänt antaget att DDT var harmlöst och att uppfinnaren hade kommit med lösningen på de insektsproblem som världen upplevde. Senare visade sig medlet även ha negativa effekter.

## Tillverkning
DDT kan tillverkas av klorbensen (C6H5Cl) och kloralhydrat (C2H3Cl3O2).

## Insektsmedel
Medlets utvecklades som ett insektsmedel, speciellt mot malariaspridande myggor. Detta resulterade i att malaria under ett tag höll på att utrotas i vissa områden. Dock hade DDT även negativa effekter på människor, djurliv och vegetation. Den största negativa effekten blev att vissa myggor och andra insekter, blev resistenta. Efter några år överlevde endast DDT-toleranta myggor. DDT är förbjudet sedan 70-talet i Sverige och även förbjudet i västvärlden. Världshälsoorganisationen har omprövat sin hållning och förespråkar DDT i länder med malariamyggor. Efter förbudet infördes har nämligen omfattande tester och undersökningar gjorts som visar att DDT inte orsakar skador på djurliv eller människor när det används och hanteras på rätt sätt. Rätt sätt i det här fallet är förenklat att spraya insidan av väggarna enligt principen "indoor residual spraying".

## Miljögift
DDT är ett miljögift (Carlsson(2012) p.1) och räknas som en långlivad organisk förorening. För insekter, till exempel mygg, är DDT direkt dödligt men ämnet kan även ansamlas i fettvävnader. En mus får i sig DDT från vegetationen, en fågel äter många möss och får i sig deras doser, ett lite större djur äter många fåglar och får deras doser och så fortsätter det. De stora rovdjuren är de som i slutändan får det tunga lasset, och störningar i fortplantningen är ett faktum. Havsörnen var under en lång tid svårt utrotningshotad på grund av miljögifter och DDT kan ha spelat en roll. Enligt vissa forskare orsakade ämnet äggskalsförtunning, vilket gjorde att djuren inte kunde ruva sina ägg utan att de gick sönder. 
DDT användes i Sverige fram till 1980-talet i utvärtes läkemedel mot skabb, huvudlöss och flatlöss.